# Michael Buhre

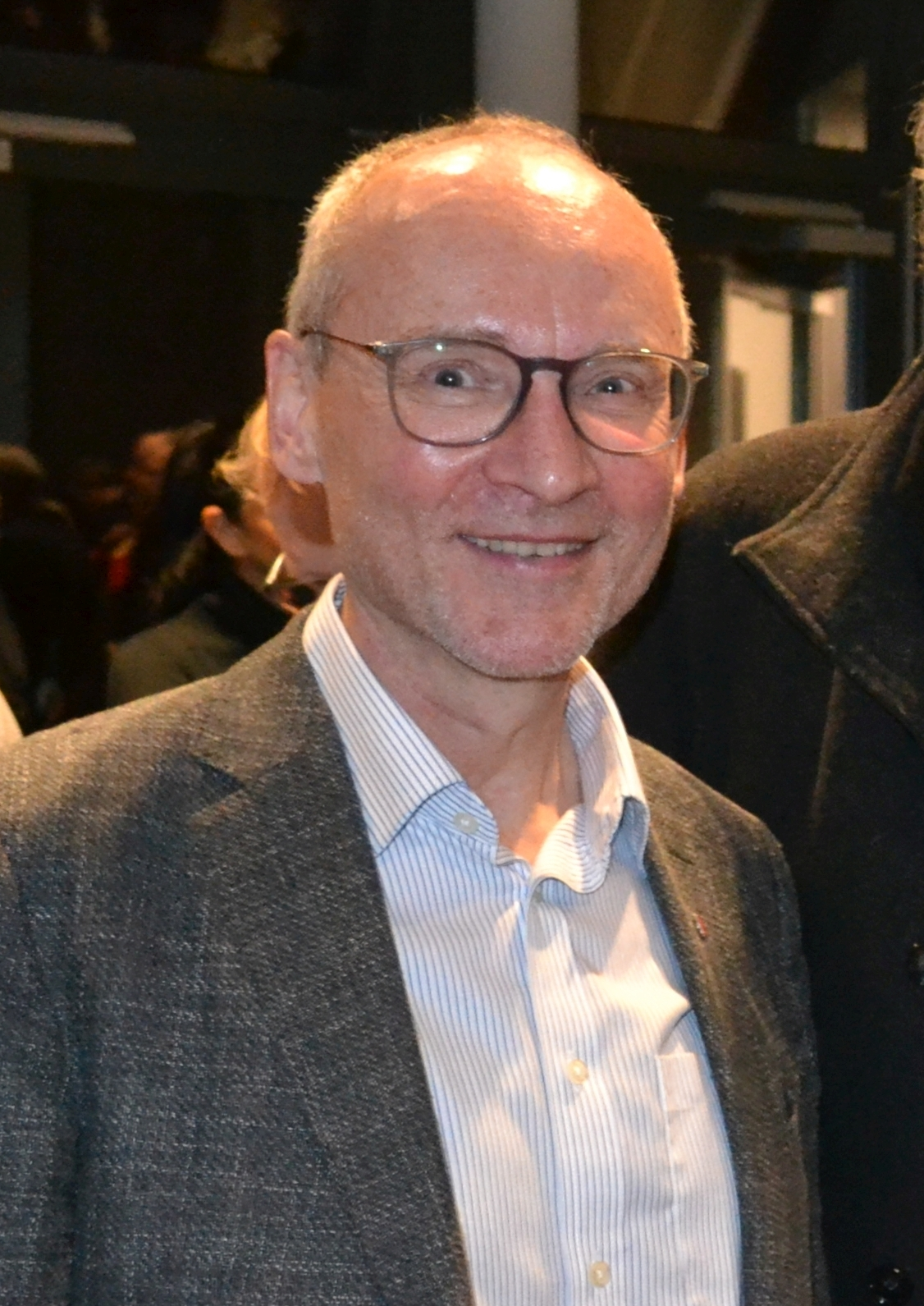
Michael Buhre, 2023

Michael Buhre (* 28. März 1961 in Rahden im Kreis Minden-Lübbecke) ist ein deutscher Kommunalpolitiker (SPD) und war vom 13. Oktober 2004 bis zum 22. Oktober 2015 Bürgermeister der ostwestfälischen Stadt Minden.

## Leben
Nach dem Abitur am Mindener Herder-Gymnasium studierte er an der Universität Bielefeld Soziologie. Ab dem Jahr 1987 studierte er im Rahmen seiner Ausbildung im gehobenen nichttechnischen Dienst an der Fachhochschule für öffentliche Verwaltung in Bielefeld; dort machte er einen Abschluss als Diplom-Verwaltungswirt (FH). Seit 1990 ist er in der Verwaltung der Stadt Minden tätig, zunächst im Sozialamt, ab 1997 als Projektleiter der Verwaltungsreform und danach in der Schulentwicklung. Am  13. Oktober 2004 trat er das Amt des Bürgermeisters der Stadt Minden an. Am 26. September 2013 teilte er mit, dass er für eine weitere Amtszeit aus privaten Gründen nicht zur Verfügung steht und das Bürgermeisteramt nach Ablauf der Amtszeit 2015 abgibt.
Michael Buhre ist verheiratet, hat drei Söhne und lebt in Minden.

## Partei
Im Jahr 1978 ist Michael Buhre unter dem Eindruck der Politik der sozial-liberalen Koalition und insbesondere wegen der Politik des damaligen SPD-Vorsitzenden Willy Brandt für die weltweite Friedens- und Entwicklungspolitik Mitglied der SPD geworden. Zunächst hat er sich bei den Jungsozialisten engagiert und war auch Sprecher des Juso-Unterbezirks Minden-Lübbecke. Auf Parteiebene der SPD war er in den Vorständen der SPD-Ortsvereine Hahlen, Bärenkämpen und Minden aktiv. In den Jahren 2001 bis 2024 war er Vorsitzender des Unterbezirks/Kreisverbandes der SPD in Minden-Lübbecke, in das er über die Juso-Schiene einzog.

## Öffentliche Ämter

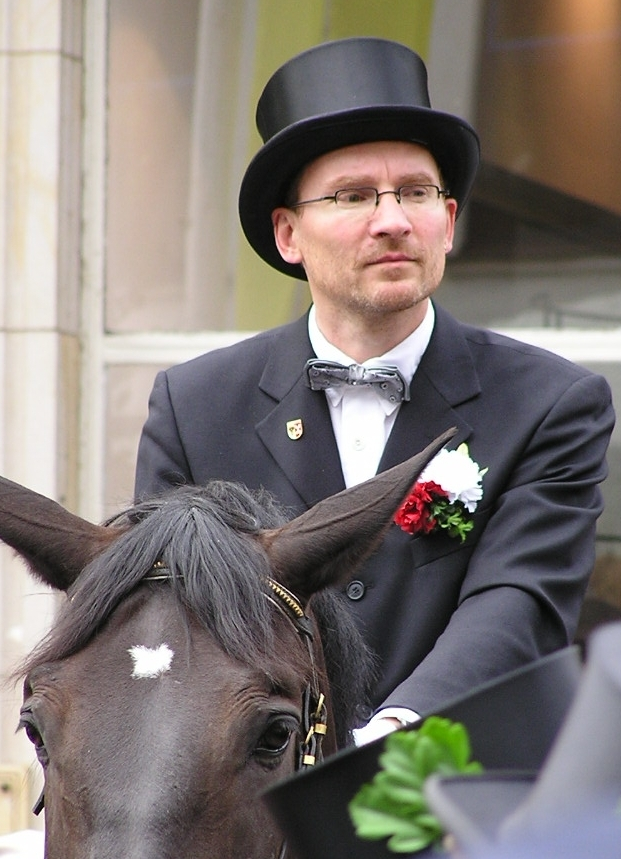
Michael Buhre beim Freischießen Minden 2006

Michael Buhre wurde nachfolgender Bürgermeister von Reinhard Korte (CDU) und damit als erster Bürgermeister in Minden nach neuer Gemeindeordnung des Landes Nordrhein-Westfalen am 10. Oktober 2004 direkt von den Bürgern als Bürgermeister gewählt. Er erhielt in einer Stichwahl 58,72 % der Stimmen. Michael Buhre war als Bürgermeister Leiter der Stadtverwaltung Minden und Vorsitzender des Rates der Stadt Minden und des Hauptausschusses.
Am 30. August 2009 wurde er als amtierender Bürgermeister mit 48,56 % der Stimmen wiedergewählt und stand damit dem Rat der Stadt Minden bis 2015 vor. Am 13. September trat er nicht mehr zur Bürgermeisterwahl an. Nachfolger ist Michael Jäcke, Kandidat der SPD.

## Vereine und Verbände
Michael Buhre ist Mitglied im Ortsverein Minden der Arbeiterwohlfahrt, der Gewerkschaft ver.di, der SJD-Die Falken, des Kinderschutzbund e.V. und des Verkehrsclub Deutschland e.V.

## Weitere Ämter und Funktionen
Als Bürgermeister der Stadt Minden übte Michael Buhre zahlreiche nebenamtliche und ehrenamtliche Ämter und Funktionen aus. Er war Mitglied der Verbandsversammlung der Sparkasse Minden-Lübbecke und Vorsitzender des Verwaltungsrates der kommunalen Sparkasse. Im Aufsichtsrat der städtischen Mindenener Entwicklungs- und Wirtschaftsförderungs GmbH war er Mitglied, ebenso in der Gesellschafterversammlung der Minden Marketing GmbH. Er war Mitglied des Beirates der E.ON Westfalen Weser AG und des E.ON Regionalbeirats Nord. In der gemeinnützigen „Stiftung Sparkasse Minden-Lübbecke“ war er Vorsitzender des Kuratoriums, ebenso im Verein „Forschungsschwerpunkt Bauen Energie Umwelt-Technologietransfer (BEU) Minden e.V.“, in der „Stiftung Hansehaus“ und im „Verein Schiffmühle e.V.“ war er Mitglied des Vorstandes. Gemäß einer seit Jahrhunderten bestehenden Tradition war Michael Buhre als Bürgermeister der Stadt Minden „Oberster Dienstherr“ des Mindener Bürgerbataillons.